# Municipalità di Sigulda
La municipalità di Sigulda (in lettone Siguldas novads) è una delle trentasei municipalità della Lettonia. È situata nella regione storica della Livonia. Il capoluogo è la città di Sigulda.

## Suddivisione
La municipalità comprende la città di Sigulda e 7 parrocchie:
- Allaži
- Inčukalns
- Krimulda
- Lēdurga
- Mālpils
- More
- Sigulda